# Daewoo Espero
La Daewoo Espero è un'autovettura prodotta dalla casa automobilistica sudcoreana Daewoo Motors dal 1990 al 1999.
Nei mercati sud americani è stata venduta come  Daewoo Aranos.

## Storia

### Sviluppo
La genesi di una nuova berlina media a marchio Daewoo parte nel 1986 quando la casa coreana affida alla carrozzeria Bertone il compito di disegnare una vettura dalla linea originale e di “rottura” che potesse inaugurare il nuovo corso industriale. La Bertone mostra ai vertici della Daewoo numerosi bozzetti di un vecchio progetto di Citroën Xantia scartato dalla stessa Citroën e tale bozzetto piacque molto alla Daewoo che ne acquistò i diritti dalla casa francese e iniziarono a lavorare alla messa in produzione. Questo progetto venne modernizzato da Nuccio Bertone (a capo della carrozzeria Bertone) e ingegnerizzato dal centro ricerca e sviluppo Daewoo in Corea nel giro di quattro anni; la carrozzeria mantenne le forme originali a tre volumi quasi piatte ed estremamente aerodinamiche (con un coefficiente di resistenza aerodinamica pari a 0,29) e già nella primavera del 1990 la nuova berlina Daewoo era ormai pronta per la produzione la nuova vettura.
Il nome scelto fu Espero, dallo spagnolo “speranza”. Il debutto sul mercato coreano nell'agosto 1990 e la produzione partì in contemporanea nello stabilimento di Bupyeong.

### Introduzione

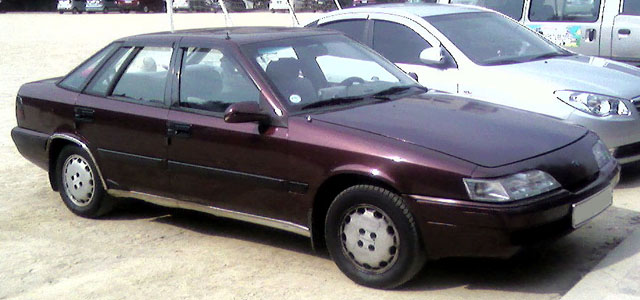
Daewoo Espero del 1991

Basata sullo stesso telaio della Opel Ascona C (la piattaforma a trazione anteriore General Motors J) utilizzava una nuova sospensioni anteriore di tipo MacPherson mentre al posteriore veniva adottata la stessa sospensione posteriore ad assale torcente con bracci longitudinali della Daewoo LeMans (la versione a marchio coreano della Opel Kadett E). Il motore disponibile al debutto era il 2,0 litri benzina 16 valvole con doppio albero a camme in testa (sigla C20LE) di origine Opel e prodotto in Australia dalla Holden; tale propulsore erogava 100 cavalli ed era abbinato ad un cambio manuale a cinque rapporti o automatico Aisin 50-42LE con convertitore a quattro rapporti ma nel febbraio del 1991 alla gamma si aggiunge un nuovo motore benzina 1.5 quattro cilindri DOHC sviluppato da Daewoo su monoblocco GM (codice A15MF) e prodotto in Corea del Sud; erogava 100 cavalli ed era disponibile con trasmissione manuale a 5 rapporti o automatica 4 rapporti sempre di origine Aisin. Tale motore più compatto servì ad abbassare il prezzo di listino e rendere la vettura più competitiva sul mercato interno. 
La prima serie dell’Espero non aveva il marchio sul frontale e i fanali posteriori si estendevano lungo tutto il portellone; il logo Daewoo era presente a caratteri cubitali sul portellone mentre i modelli 2.0 presentavano la targhetta identificativa “2.0 DOHC” posizionata tra i fanali.   
Nell’Aprile del 1993 debutta un lieve restyling dove viene aggiunto il nuovo logo Daewoo a sfondo nero sia sul paraurti anteriori che sul portellone posteriore, vengono cambiati i fanali posteriori che ora si raccordano in un unico pezzo, e l’antenna dell’autoradio viene spostata dal parafango anteriore a quello posteriore. Internamente viene ridisegnato il tunnel centrale con l’aggiunta dei portabicchieri. La gamma motori venne rinnovata e adottarono l’iniezione multipoint; il motore 1.5 divenne monoalbero (sigla A15SMS) ad otto valvole e la potenza venne ridotta a 90 cavalli mentre anche il motore 2.0 divenne monoalbero ma venne potenziato a 115 cavalli. Invariate le trasmissioni.

### Aggiornamento e arrivo in Europa
Nel 1994 debutta il terzo restyling e la vettura subisce lievi modifiche per essere esportata anche in Europa e Sud America; le modifiche vennero progettate presso i nuovi Daewoo German Technical Center e Worthing Technical Centre che avevano sede rispettivamente in Germania e nel Regno Unito e da poco erano stati inaugurati dalla casa coreana.

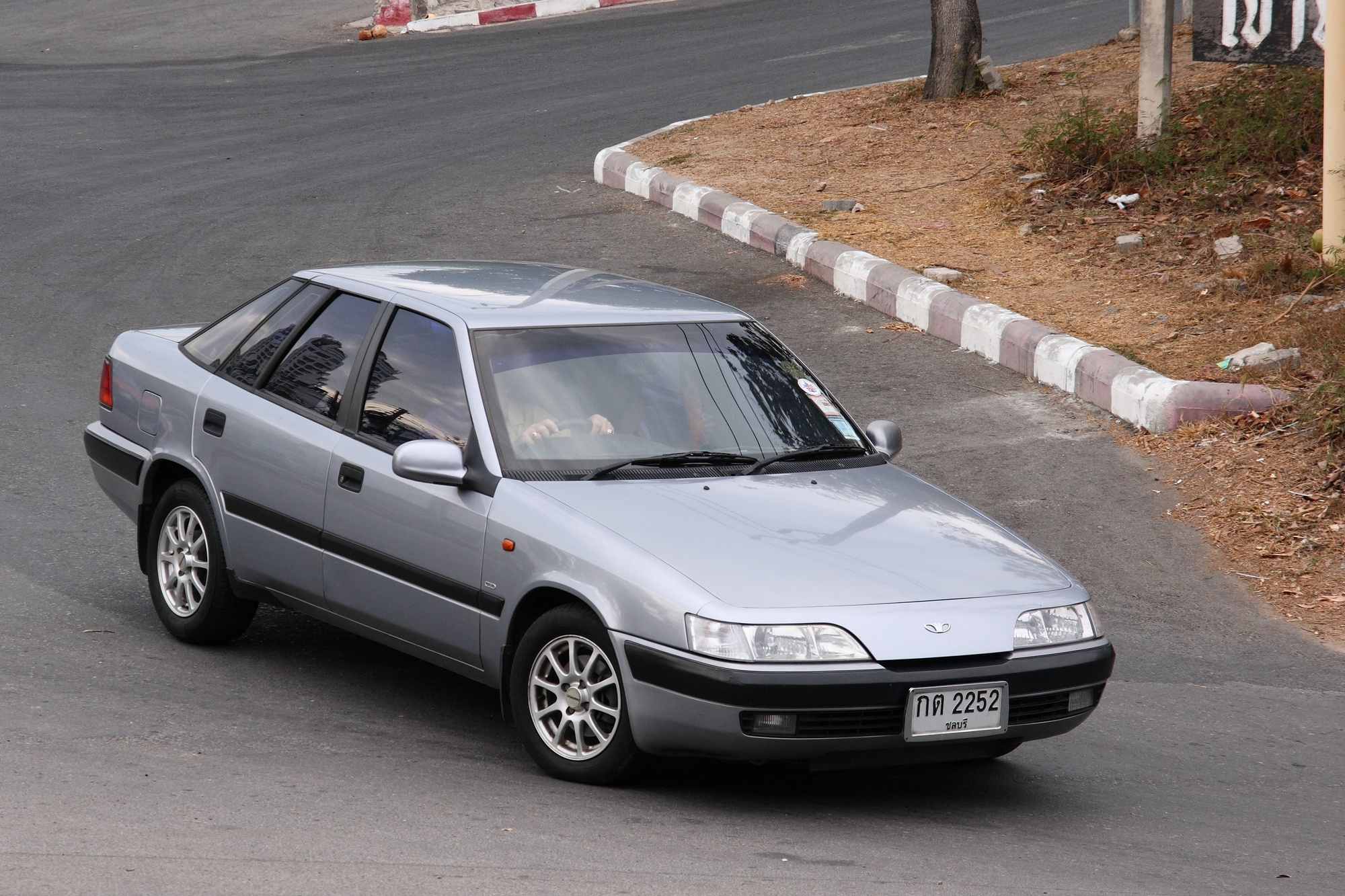
La Espero dopo il restyling del 1994

Viene introdotto il nuovo logo Daewoo ovale sul paraurti anteriori e sul portellone posteriore, nuovi cerchi in lega, nuovi specchietti retrovisori di dimensioni maggiori, inoltre viene rivisto l’assetto con ammortizzatori più rigidi per adattarsi al mercato europeo. La gamma motori si arricchisce del terzo propulsore 1.8 benzina monoalbero (C18SED) otto valvole a iniezione multipoint erogante 105 cavalli con cambio manuale a cinque rapporti o automatico a quattro rapporti. Tale motore sul mercato coreano sostituirà il 2,0 litri. 
Nel marzo 1995 partono le esportazioni in tutto il mondo. Sul mercato europeo, insieme alla Nexia, saranno i primi modelli della casa coreana ad essere venduti. A seconda dei paesi la gamma motori era composta dai propulsori 1.5, 1.8 e 2.0 tutti nella versione a iniezione multipont monoalbero con potenze ridotte a 90, 95 e 105 cavalli per via della normative antinquinamento europeo. Nel Regno Unito e in Spagna venne offerto come motore base il 1.5 a doppio albero a camme da 95 cavalli. 
In Italia la gamma motori era composta dal 1.8 benzina da 95 cavalli, 1.8 dual-fuel con alimentazione a benzina e GPL, e il top di gamma 2.0 benzina da 105 cavalli. Di serie per tutti i modelli ABS e doppio airbag frontale.
Nei mercati dell’Europa orientale la vettura inizia ad essere assemblata su licenza in complete knock down dalla Oltcit in Romania.
Nel 1997 termina la produzione della Espero in Corea del Sud sostituita dalla nuova Daewoo Leganza. In Europa continuerà ad essere venduta fino al 1999 in quanto gli ultimi esemplari saranno importati dalla Polonia prodotti dalla FSO.